# نورسریک کودریف
کودریف نورسریک قدیرسیزوویچ (زادهٔ ۱۴ فوریه ۱۹۶۹، روستای کاراسپان (ابروچفکای سابق) استان قزاقستان جنوبی. جمهوری قزاقستان) رئیس نمایندگی شرکت سهامی نفت وگاز «قزمونای گاز» درشهر مسکو است.

## زندگینامه
او در ۱۴ فوریه سال ۱۹۶۹ دراستان قزاقستان جنوبی جمهوری قزاقستان در خانواده‌ای کارمند و قزاق به دنیا آمد. تحصیلات متوسطه را در روستای «کاراسپان» با نمرات عالی و مدال طلا بپایان رساند. پس از پایان دبیرستان از سال ۱۹۸۷ تا ۱۹۸۹ خدمت سربازی اش را در آلمان گذراند.
- در سال ۱۹۸۹ به انستیتوی راه و ترابری آلماتی دردانشکده حمل ونقل جاده‌ای راه یافت. پس از اتمام تحصیلات دانشگاهی به سمت کارمند علمی دربخش اتومبیل سازی همین انستیتو شروع به کارکرد.
- در سال ۱۹۹۵ وارد مشاغل تجاری شد و به عنوان مدیر تجاری شرکت سهامی «کاراسپان» کارخود را آغاز نمود.
- در سال ۱۹۹۷ به سمت معاون مدیرکل کورپوراسیون «آلما اویل» منتخب شد.
- در سال ۱۹۹۸ به دانشکده حقوق دانشگاه دولتی آلماتی راه یافت و در سال ۲۰۰۰ پس از پایان دوره تحصیلی، دومین تحصیلات عالیه خود را با درجه فوق لیسانس کسب نمود.
- در سال ۱۹۹۹ به سمت معاون مدیر کل اداره صادرات اجناس و اشیاء قیمتی در شرکت نفت وگاز ملی «قزاق – اویل» برگزیده شد.
- در سال ۲۰۰۲ به معاونت امور اداری ریاست جمهوری قزاقستان در امور مسائل عمومی برگزیده شد.
- در سال ۲۰۰۲ همراه با خانواده اش به جهت ماموریت دیپلماسی به مسکو آمد و در سمت معاونت امور اداری در سفارت قزاقستان درمسکو مشغول بکار شد.
- در سال ۲۰۰۳ به عنوان مدیرکل نمایندگی شرکت سهامی نفت وگاز«قزمونای گاز» برگزیده شد که تا به امروز در این سمت به خدمت مشغول است.
- از سال ۲۰۰۳ تا ۲۰۰۵ مدرسه عالی بین‌المللی بازرگانی مسکو را با تخصص «مدیریت تجارت نفت وگاز» بپایان رساند.
- در سال ۲۰۰۵ از پایان‌نامه دکترای خود با موضوع «اساس محاسبات ساختارهای جاده‌ای با احتساب پارامترهایی که بیش از حد تحت تاثیر وسایل حمل ونقلی قرار گرفته‌اند» دفاع نمود و به درجه دکترای علوم فنی نائل گردید.
- او از سال ۲۰۰۹ عضو مستقل شورای مدیران شرکت بیمه Amanat insurance بشمار می‌رود.
- او متاهل ودارای دو فرزند است و به فعالیت‌های اجتماعی و غیره می‌پردازد.

## فعالیت‌های انجمن
- او سرپرست تیم فوتبال «موراگر»می‌باشد که درلیگ فوتبال بین ملیتی جام «دیاسپر» شهر مسکو شرکت می‌نماید.
- او عضو فعال «جامعه فرهنگ و زبان قزاقستانی درروسیه» می‌باشد که درچارچوب آن از برنامه‌های آموزشی گسترش زبان قزاقی درروسیه فدراتیو حمایت می‌کند.
- او به‌طور فعال از برنامه‌های مرکز فرهنگی اسلامی روسیه حمایت می‌کند.
- او با سازمانهای اجتماعی و مذهبی درراستای برقراری گفتگوهای بین تمدنی و بین فرهنگی همکاری می‌نماید.